# Loxoblemmus nigriceps
Loxoblemmus nigriceps is een rechtvleugelig insect uit de familie krekels (Gryllidae). De wetenschappelijke naam van deze soort is voor het eerst geldig gepubliceerd in 1933 door Lucien Chopard.